# Damaspija
Damaspija (perz. Jāmāspi) je bila perzijska kraljica odnosno žena Artakserksa I., vladara Perzijskog Carstva. Iz njihovog braka rođen je Kserkso II., legitimni nasljednik Artakserksa I. Damaspija je najvjerojatnije bila etnička Perzijanka.
Prema grčkom povjesničaru Kteziju, kralj Artakserkso I. i njegova žena poginuli su istog dana 424. pr. Kr. najvjerojatnije za vrijeme vojne ekspedicije, nakon čega su njihova tijela odnešena u Perziju. Kserkso II. nasljedio je oca, no nakon samo 45 dana ubio ga je polubrat Sogdijan.
Kratki sadržaji antičkih djela što ih je obrađivao Focije I. jedini su izvor koji spominje Damaspiju. Dokumenti iz Babilona koji datiraju iz doba vladavine Artakserksa I. spominju „kraljičinu kuću“ no nije pouzdano odnosi li se to na njegovu ženu Damaspiju, ili na majku Amestris.

## Poveznice
- Artakserkso I.
- Kserkso II.
- Ahemenidsko Perzijsko Carstvo

## Vanjske poveznice
- Damaspija (enciklopedija Iranica, Rüdiger Schmitt)
- Focijevi sažeci Ktezijevih djela 47. (Livius.org) Arhivirana inačica izvorne stranice od 11. siječnja 2012. (Wayback Machine)
- Maria Brosius: „Žene u antičkoj Perziji“ (Women in Ancient Persia), izdavač: Clarendon Press, Oxford, 1998.